# Chiesa di San Francesco d'Assisi (Trapani)
La chiesa di San Francesco d'Assisi sotto il titolo dell'«Immacolata Concezione» con l'attiguo convento dell'Ordine dei frati minori conventuali forma un aggregato monumentale di stile classico - rinascimentale ubicato fra via Tartaglia e via Barlotta nel centro storico di Trapani. 

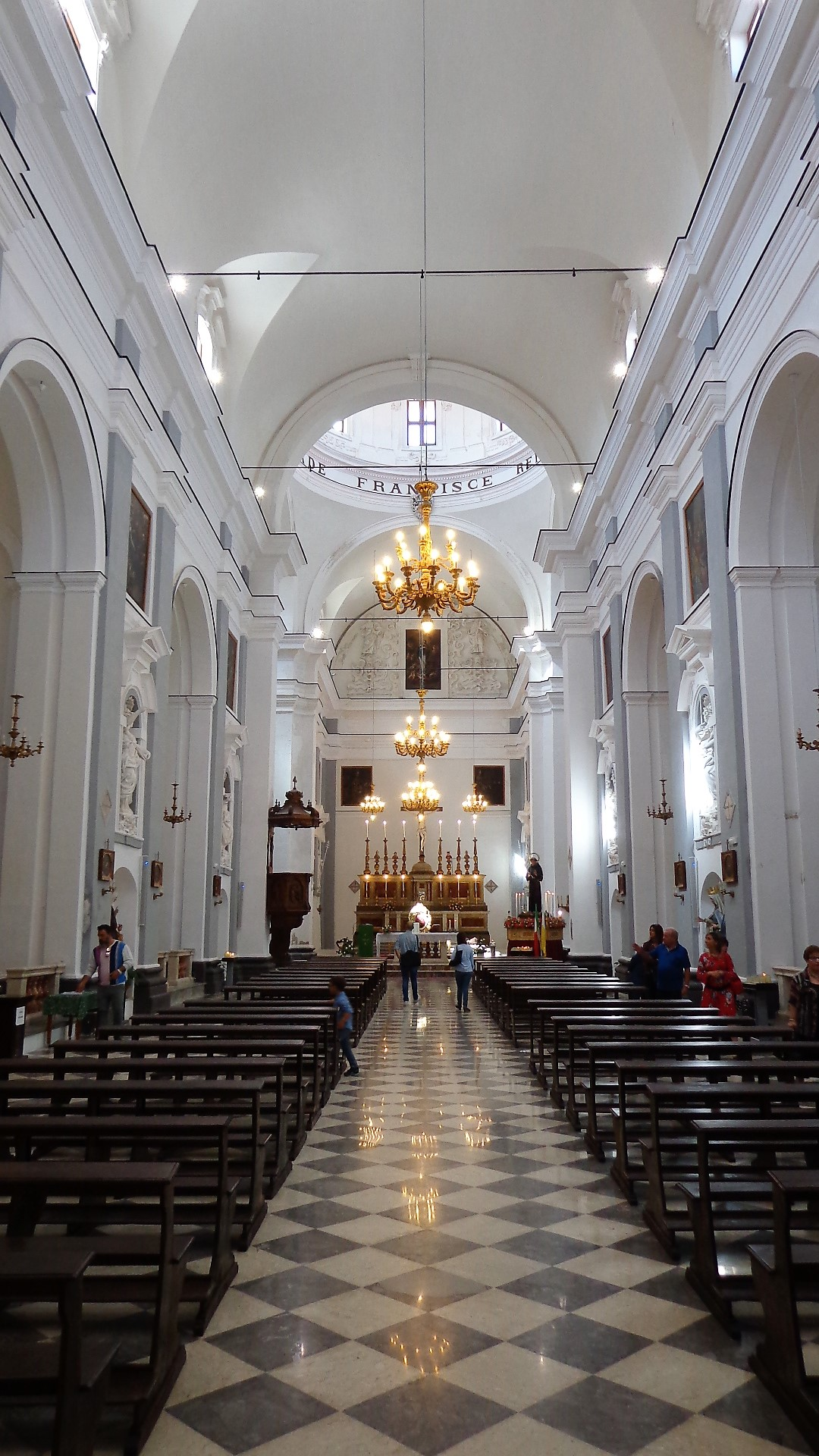
Interno.

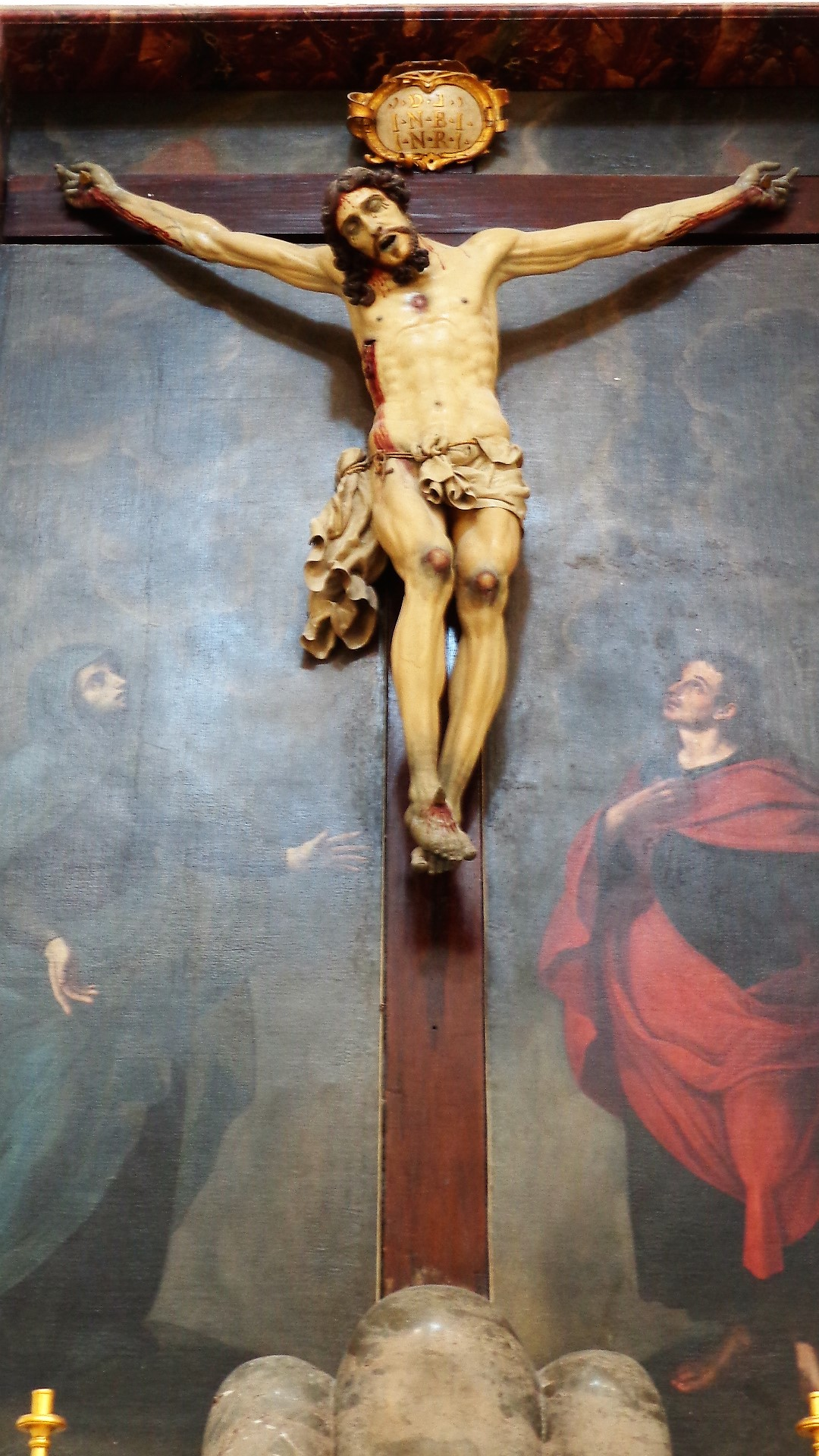
Crocifisso.

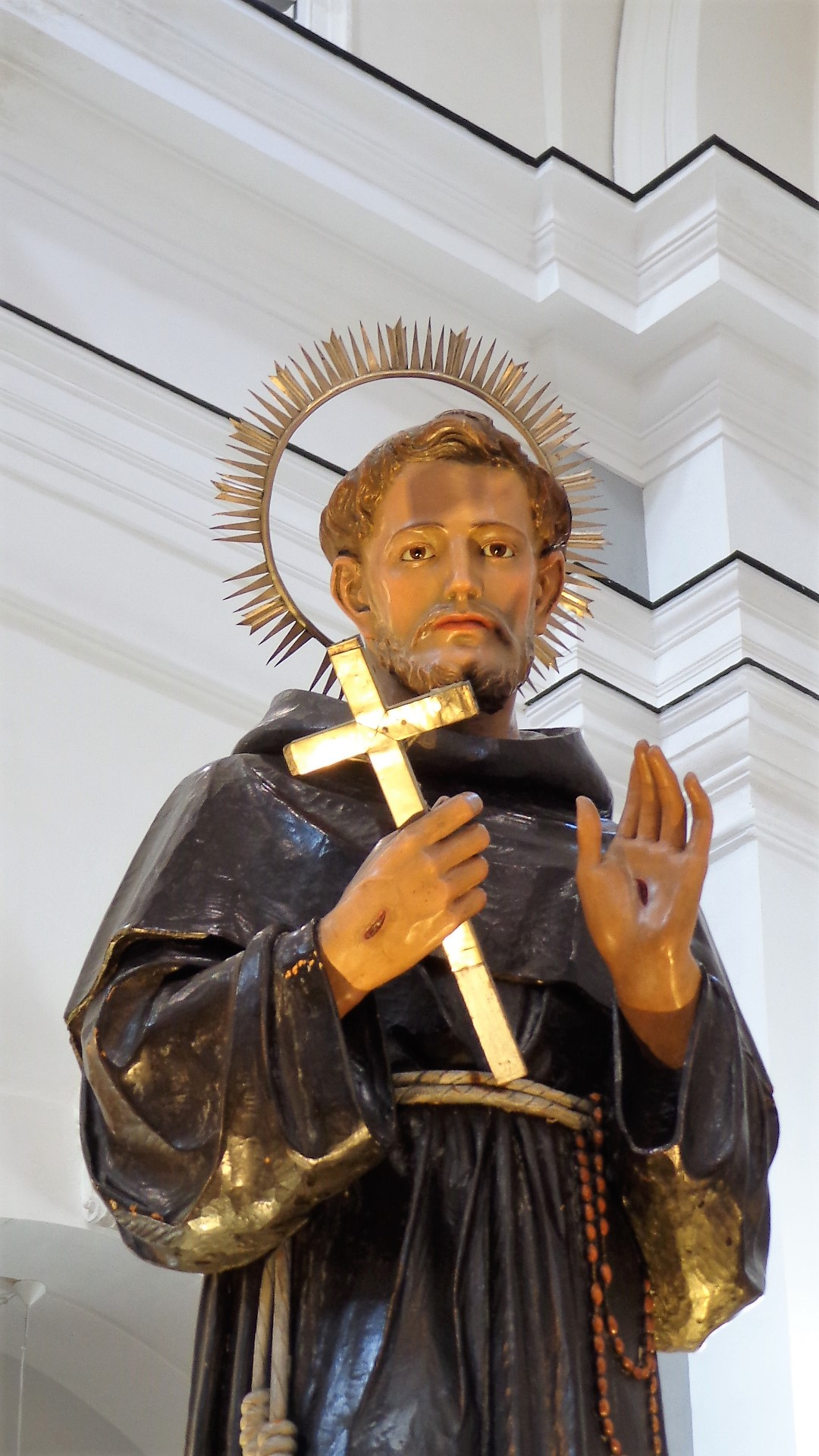
San Francesco d'Assisi.

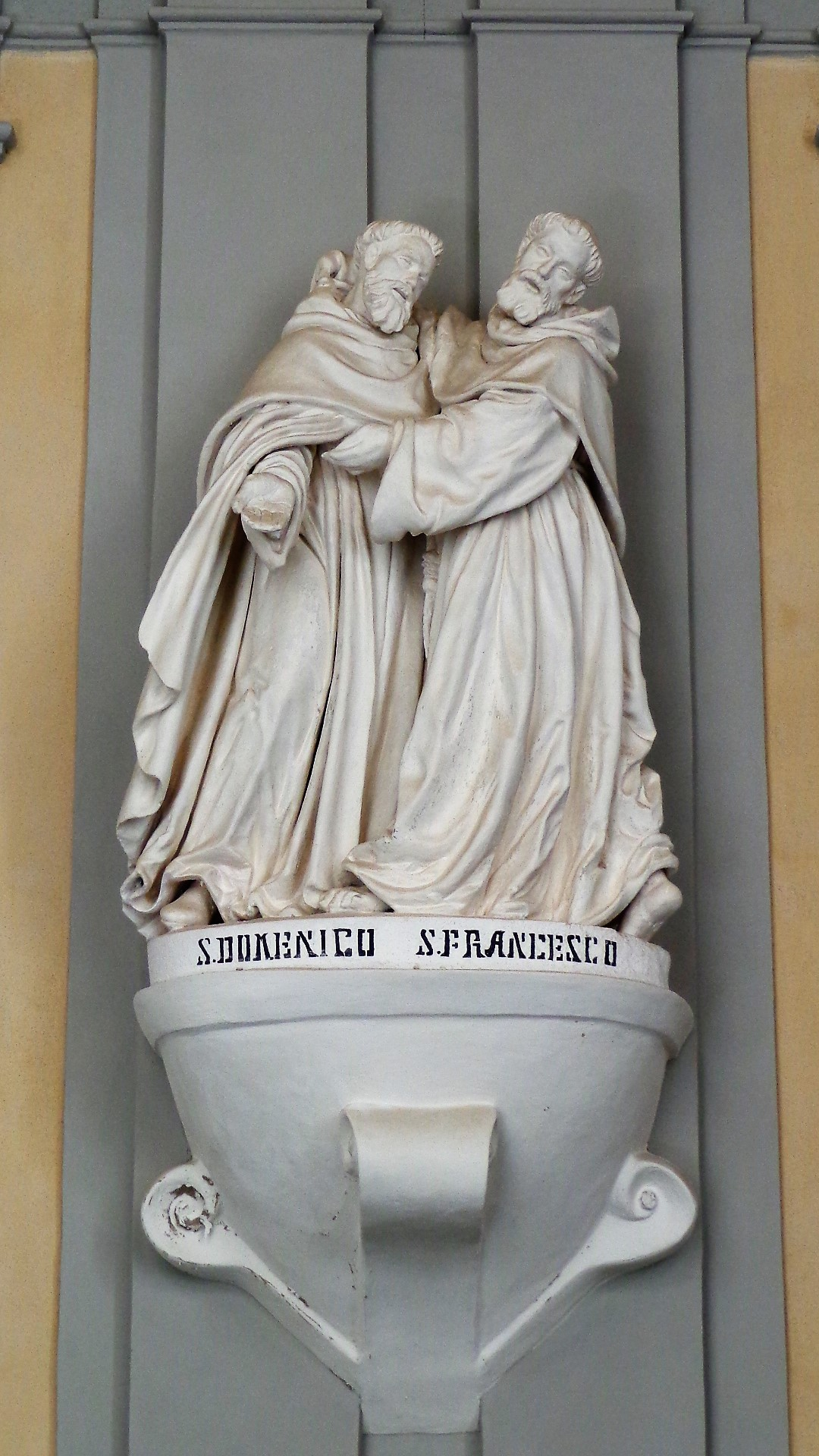
San Domenico di Guzmán e San Francesco d'Assisi.

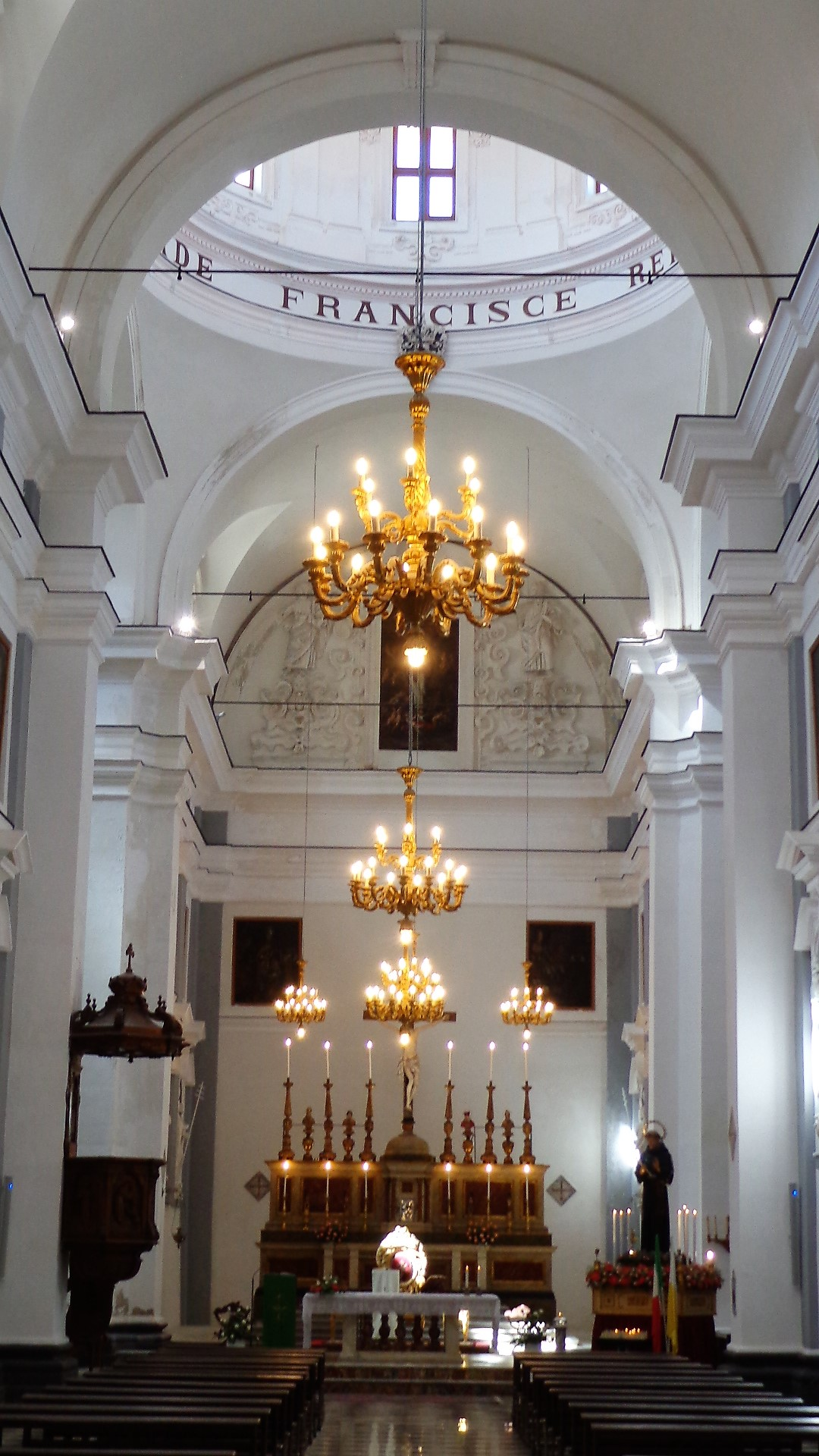
Presbiterio.

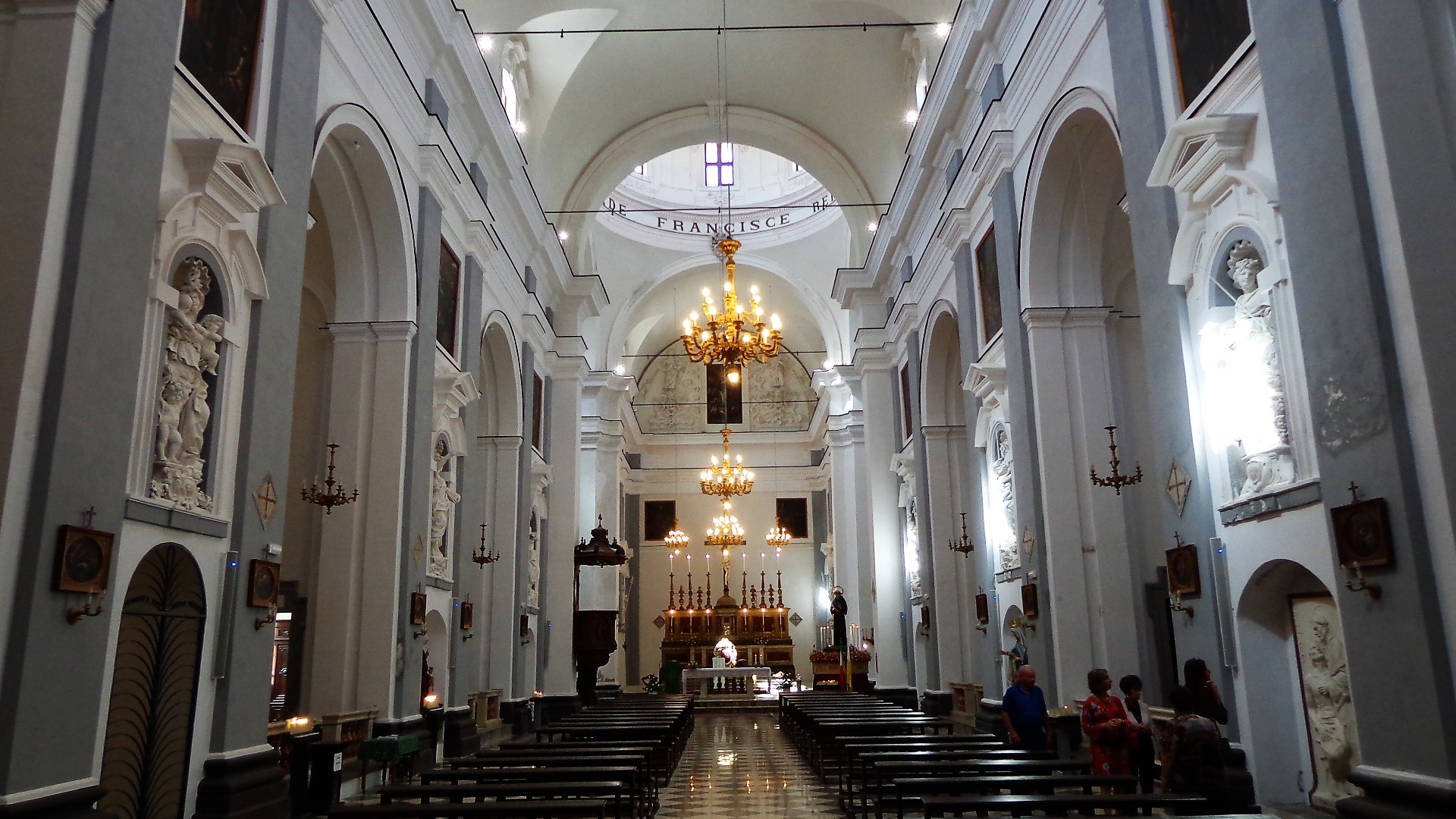
Interno.

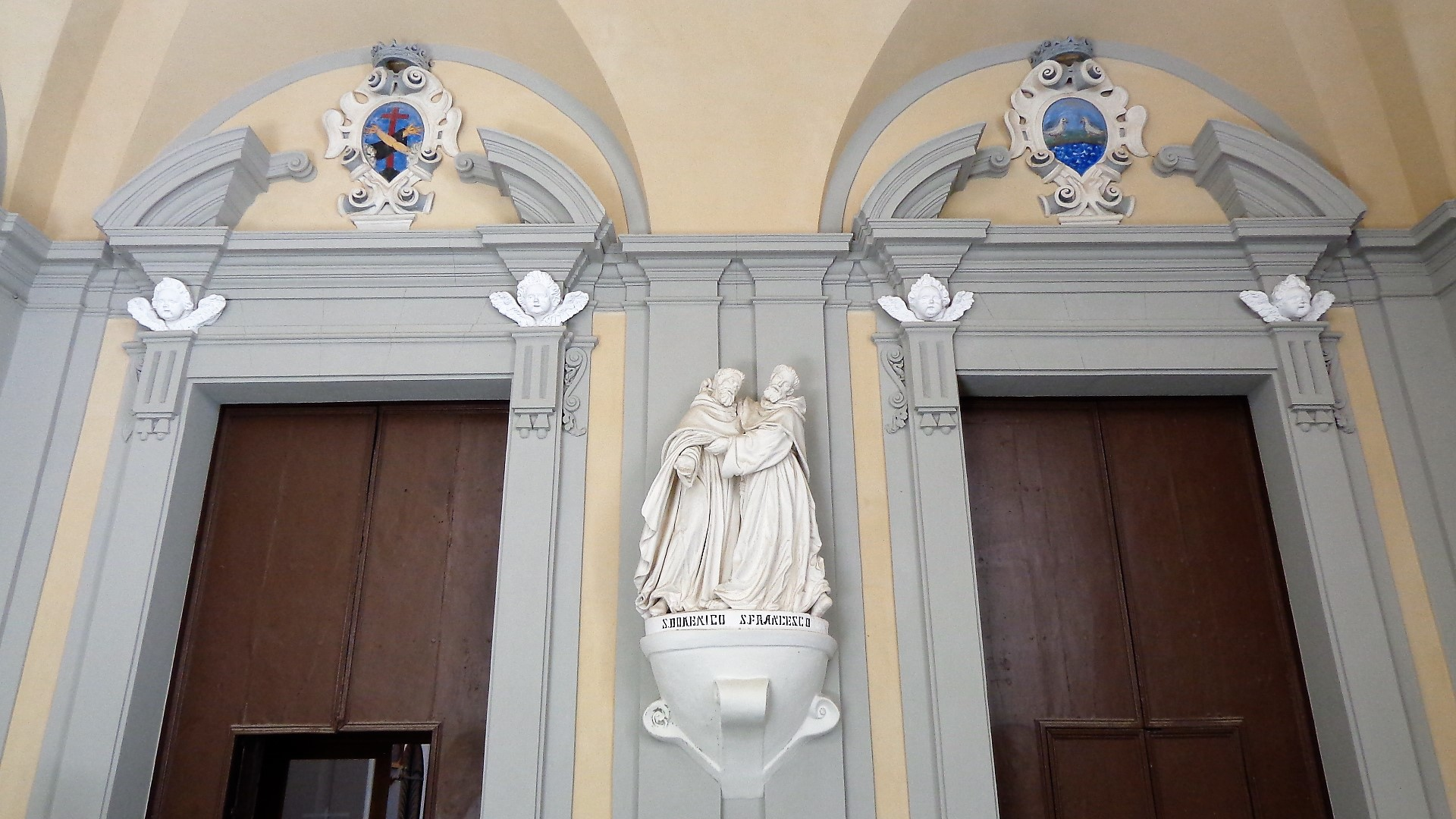
Portico.

## Storia

### Epoca svevo-aragonese
L'antica chiesa e il primitivo cenobio furono fondati su una delle isolette poste fuori dalla città denominata delle «Vergini», vicino al consolato degli Alessandrini. L'aggregato fu fondato nel 1272 dal frate francescano Angelo da Rieti dell'Ordine dei frati minori conventuali, giunto a Trapani nel 1224. Il tempio intitolato all'Immacolata Concezione fu aperto al culto il 25 marzo del 1275.
Abolito il consolato degli Alessandrini, il convento allargò le sue fabbriche, inglobando la cappella dedicata a Santa Maria Egiziana.

### Epoca spagnola
Il complesso fu riedificato nella seconda metà del XVI secolo, i lavori si protrassero fino al 1638. La chiesa fu consacrata il 19 Aprile 1646 dal cardinale Giovanni Domenico Spinola, e ultimata nel 1672 da padre Bonaventura Certo, messinese, religioso dell'Ordine dei frati minori conventuali di San Francesco d'Assisi. 
Nel XVIII secolo l'architetto Giovanni Biagio Amico abbellì l'ingresso del convento con un portale in stile classico.

## Stile
L'impianto della chiesa è a croce latina con navata unica, transetto, tre cappelle incassate per parete, due absidiole e quattro «oratori».
L'accesso è preceduto da un portico a due luci dotato di cancellate. Sulla mensola centrale delle paraste binate sono collocate le statue in stucco raffiguranti San Domenico di Guzmán e San Francesco d'Assisi nell'atto d'abbracciarsi.
La possente cupola ricoperta con tessere colorate s'innalza in mezzo ai due cupolini, uno destinato alle campane dell'orologio, l'altro alle campane della chiesa.

## Interno

### Navata
Un ricco ciclo di statue in stucco adorna le pareti dell'aula e i lati del coro. Dalla controfacciata in senso orario sono presenti undici statue opere dello scultore trapanese Cristoforo Milanti, allegorie delle «Virtù morali»: la Fortezza, lungo la parete sinistra lo Zelo, la Carità, la Sapienza, la Dottrina, Nel transetto la Mansuetudine e l'Umiltà, lungo la parete destra l'Elemosina, l'Eloquenza, la Costanza, la Prudenza.
Ad ogni figura si accompagna un dipinto raffigurante un personaggio religioso corrispondente alla virtù francescana personificata dalla statua, associata alla Fortezza è la tela raffigurante San Giovanni da Capestrano in battaglia, alla Prudenza i quattro Dottori della Chiesa, alla Costanza i Protomartiri francescani, all'Elemosina San Ludovico d'Angiò, allo Zelo San Bonaventura da Bagnoregio, alla Carità San Bernardino da Siena predicatore, alla Sapienza Duns Scoto che disputa con un altro francescano sull'Eucaristia, alla Dottrina San Luigi IX di Francia, nel transetto alla Mansuetudine l'Adorazione del Crocifisso e all'Umiltà la Vestizione di Santa Chiara.

#### Parete destra
- Prima campata. 
  - Nella grande nicchia ricavata nel pilastro, sottostante la statua della Virtù è collocato un altorilievo in stucco.
- Seconda campata: Cappella del Santissimo Crocifisso. Sul dipinto parietale raffigurante Maria e San Giovanni Evangelista si staglia il Crocifisso in legno di cipresso, opera di Leonardo Milanti del 1661. 
  - Nella grande nicchia ricavata nel pilastro, sottostante la statua della Virtù è collocato un simulacro della Vergine Maria.
- Terza campata: Cappella della Porziuncola. Sull'altare campeggia il quadro detto della Porziuncola con la raffigurazione del serafico patriarca San Francesco d'Assisi ai piedi di Maria Santissima, un altro quadro raffigura San Francesco di Paola

|   | Settore | 1° Pilastro | 2° Pilastro | 3° Pilastro | 4° Pilastro |
| - | ------- | ----------- | ----------- | ----------- | ----------- |
| N |         |             |             |             |             |
|   |         | PRVDENTIA   | COSTANTIA   | ELOQVENTIA  | ELEMOSINA   |

#### Parete sinistra
- Prima campata: Cappella.
  - Nella grande nicchia ricavata nel pilastro, sottostante la statua della Virtù è collocata una cancellata.
- Seconda campata: Cappella di Santa Chiara. Sulla parete il quadro raffigurante Santa Chiara d'Assisi nell'atto di mostrare la Sacra Pisside circondata da una moltitudine di Santi dell'Ordine francescano adoranti, opera del pittore Domenico La Bruna.[3]
  - Nella grande nicchia ricavata nel pilastro, sottostante la statua della Virtù è collocato un gruppo statuario.
- Terza campata:[7] Cappella della Madonna di Trapani. Sulla parete è collocato il dipinto raffigurante la Madonna di Trapani ritratta con San Bonaventura da Bagnoregio e diversi Santi dell'Ordine francescano, opera del pittore Domenico La Bruna.
  - Addossato al pilastro è presente il pulpito ligneo.

|   | Settore | 1° Pilastro | 2° Pilastro | 3° Pilastro | 4° Pilastro |
| - | ------- | ----------- | ----------- | ----------- | ----------- |
| S |         |             |             |             |             |
|   |         | ZELO        | CHARITATE   | SAPIENTIA   | DOCTRINA    |

### Transetto
- Absidiola destra: Cappella di Sant'Antonio di Padova. Sull'altare il quadro raffigurante Sant'Antonio di Padova o Predica ai Pesci[6] e la statua eponima, opera dello scultore Pietro Orlando.
  - Braccio destro: Cappella di San Francesco d'Assisi. Sulla mensa trova collocazione la statua raffigurante San Francesco d'Assisi. É presente un Crocifisso in corallo[5] ed è documentata la sepoltura del martire Marcello, ambiente storicamente patrocinato dalla famiglia Aiuto, documentato dalle note testamentarie di Nicolò Aiuto del 1 settembre 1544.
- Absidiola sinistra: Cappella di San Diego. Ambiente con quadro raffigurante San Diego d'Alcalá.
  - Braccio sinistro: Cappella dell'Immacolata Concezione.[1] Sulla mensa è collocata la statua di Maria Immacolata realizzata a Napoli,[1] nell'ambiente è documentata la sepoltura del martire San Marino.

|  | Settore | Transetto    | Transetto |  | Controfacciata |
|  | ------- | ------------ | --------- |  | -------------- |
|  |         |              |           |  |                |
|  |         | MANSVETVDINE | HVMILTATE |  | FORTITVDINE    |

### Altare Maggiore
Altare maggiore: Sul cupolino del tabernacolo troneggia un prezioso Crocifisso. Nel lunettone artistiche decorazioni in stucco e le raffigurazioni di due Santi delimitano un dipinto. Altri due quadri sono collocati sotto il cornicione.
Le statue raffiguranti sei pontefici ornano il coro, essi rappresentano i papi provenienti dall'Ordine Francescano, ogni nicchia è sormontata da dipinto.
- Parete destra: Papa Gregorio IX, Papa Sisto V, Papa Alessandro V;
- Parete sinistra: Papa Niccolò IV, Papa Sisto IV, Papa Giulio II.

- Immacolata Concezione, dipinto.[6]

## Opere documentate
- XVII - XVIII secolo, Immacolata Concezione ritratta tra San Francesco d'Assisi e Duns Scoto, dipinto.[8]
- XVII secolo, Immacolata Concezione ritratta tra San Francesco d'Assisi e anima purgante, dipinto su tavola.[8]
- ?, Sant'Elisabetta d'Ungheria del Terz'Ordine francescano secolare, statua.
- XVIII secolo, Stimmate di San Francesco, dipinto, opera documentata in sacrestia.[6]

- XVIII secolo, Ciclo, 21 quadri raffiguranti episodi o personaggi francescani accompagnano l'apparato decorativo in stucco: San Giovanni da Capestrano, San Bonaventura da Bagnoregio, Cardinale Giovanni Domenico Spinola, il gruppo dei Quattro Evangelisti, Sant'Antonio predica dinanzi a Gregorio IX, San Ludovico d'Angiò, Disputa di Duns Scoto, San Luigi IX, Vestizione di Santa Chiara, Adorazione del Crocifisso, Tentazione di San Francesco, San Francesco risuscita un morto, San Francesco disseta il contadino che lo conduce sul Monte della Verna, San Francesco rinuncia a suo padre, San Francesco chiede l'approvazione della Regola, San Francesco effettua un battesimo, Predica di San Francesco, San Francesco fa attingere al pozzo. Tre tra pale d'altare e dipinti con diverse collocazioni, insieme al ciclo tutte opere attribuibili al medesimo artista.[6]

## Convento
Si accede all'edificio tramite un bellissimo portale realizzato dall'architetto Giovanni Biagio Amico. Era una delle istituzioni più attive e funzionali della città,  ospitava circa 36 frati.
- 1762, La nuova Congregazione dell'Immacolata è attestata in ambienti ubicati nel chiostro di San Francesco.

L'istituzione è soppressa nel 1868.

## Congregazione dell'Immacolata
- ?, Primitivo sodalizio.
- 1762, Ricostituzione della Congregazione.

## Feste religiose
- 4 ottobre, San Francesco d'Assisi, Festa del patrono d'Italia, corteo processionale.
- 8 dicembre, Immacolata Concezione.